# Littledalea alaica
Littledalea alaica là một loài thực vật có hoa trong họ Hòa thảo. Loài này được (Korsh.) Petrov ex Kom. mô tả khoa học đầu tiên năm 1934.